# Cephalophyllum loreum
Cephalophyllum loreum es una especie de planta suculenta perteneciente a la familia de las aizoáceas. Se encuentra en África.

## Descripción
Es una planta suculenta perennifolia  de pequeño tamaño que alcanza los 12 cm de altura. Se encuentra en Sudáfrica a una altitud de hasta 600 metros.

## Taxonomía
Cephalophyllum loreum fue descrita por  (L.)  Schwantes, y publicado en Gartenflora 1928, lxxvii. 69.
Etimología
Cephalophyllum: nombre genérico que deriva de las palabras griegas: cephalotes = "cabeza" y phyllo = "hoja".
loreum: epíteto
Sinonimia
- Mesembryanthemum loreum L. (1753) basónimo
- Cephalophyllum primulinum (L.Bolus) Schwantes
- Mesembryanthemum primulinum L.Bolus (1924)
- Cephalophyllum decipiens (Haw.) L.Bolus
- Mesembryanthemum decipiens Haw.
- Cephalophyllum apiculatum L.Bolus (1929)
- Cephalophyllum cedrimontanum L.Bolus (1939)
- Cephalophyllum compactum L.Bolus (1933)